# De Administrando Imperio
De Administrando Imperio (Über die Verwaltung des Reiches) ist der lateinische Titel einer Schrift des byzantinischen Kaisers Konstantin VII. (mittelgriechisch Πρὸς τὸν ἴδιον υἱὸν Ρωμανόν). Konstantin hatte der Schrift keinen Namen gegeben, der lateinische Titel stammt von Johann Meursius, welcher sie erstmals 1611 herausgab.
Konstantin war ein Gelehrter, der eine Vielzahl von Schriften anfertigte. Das De Administrando Imperio genannte Werk schrieb er zwischen 948 und 952, als eine politische Anleitung für seinen Sohn und Nachfolger Romanos II. Die Schrift enthält Ratschläge wie das Reich geführt und Angriffe von Feinden bekämpft werden sollen. Das Werk kombiniert zwei frühere Werke Konstantins, das Peri Ethnon, in dem die Geschichte und die Personen der das byzantinische Reich umgebenden Länder beschrieben werden und dem Peri Thematon, welches die Ereignisse in den Reichsprovinzen betraf. Zu dieser Kombination kamen noch die politischen Ratschläge Konstantins an seinen Sohn. 
Das Werk enthält Beschreibungen über die Petschenegen, Kiewer Rus, Magyaren, Bulgaren, Krimtataren, und Chasaren im Norden; die Araber im Osten und Süden und deren Gebiet bis Spanien; und die Germanen, Langobarden, Venezier, Kroaten, Serben, und Mährer im Westen. Neben historischen und geographischen Information, hatte Konstantin auch Ratschläge eingebracht, wie die Länder manipuliert und gegeneinander ausgespielt werden können, ohne dass das Byzantinische Reich diese direkt angreifen musste. Enthalten sind auch Informationen über diplomatische Ereignisse in den Reichsprovinzen wie Armenien, Iberien, Zypern und Peloponnes.
Die Schrift war nicht für die Öffentlichkeit bestimmt, da sie viele Staatsgeheimnisse enthielt, sondern nur für die Schulung des Romanos.

## Handschriften
Die frühesten noch erhaltenen Kopien wurden für Johannes Dukas, Bruder von Konstantin X., im späten 11. Jahrhundert erstellt. Zwei von drei vollständigen Kopien sind in der französischen Nationalbibliothek in Paris, und die dritte in der Bibliothek des Vatikans erhalten. Eine unvollständige Kopie gibt es in Modena.

## Ausgaben
Johann Meursius Ausgaben (1611 und 1617) beruhen auf einem minderwertigen Manuskript aus der Vatikanischen Bibliotheca Palatina. Anselmo Banduris kommentierte Ausgabe aus 1711 (Imperium Orientale Bd. I) basiert auf dem vollständigeren Pariser Codex 2009. Immanuel Bekkers Ausgabe aus 1840 (De thematibus et De administrando imperio) ist eine Kollation von Meursius und Banduri. Gyula Moravcsiks Ausgabe (1949¹, 1967²) wurde von Romily Jenkins ins Englische übersetzt.